# Малеболджия
Малеболджия (на английски: Malebolgia) е измислен комиксов персонаж, създаден от Тод Макфарлън. Името е взето от названието на осмия кръг в Божествена комедия на Данте Алигиери. Малеболджия е властелин на Ада.

## Биографията на персонажа
Господарят на мрака Малеболджия след повече от 70 000 години е единственият господар на подземното царство. Той изпраща на земята своя помощник демон Клоуна, за да набира хора, които са съгласни да унищожават света за пари и власт. Малеболджията има за цел да събере армия, с която да се изправи срещу Рая и да настъпи Армагедон.